# Nikephoros Bryennios Già
Nikephoros Bryennios Già (tiếng Hy Lạp: Νικηφόρος Βρυέννιος ο πρεσβύτερος), là một vị tướng Đông La Mã đã cố gắng tự lập làm hoàng đế vào cuối thế kỷ 11. Người đương thời đều xem ông là nhà chiến thuật giỏi nhất trong Đế quốc Đông La Mã.

## Sự nghiệp ban đầu
Nhờ có tài điều binh khiển tướng mà Nikephoros thăng tiến dần qua các cấp bậc trong quân đội, đến mức ông đã được hoàng đế Romanos IV giao phó chức vụ quan trọng trong trận Manzikert vào năm 1071. Nắm quyền chỉ huy cánh trái của đại quân Đông La Mã, ông thuộc một trong số rất ít tướng lĩnh đã hoạt động tốt trong cuộc chiến đó.
Từ năm 1072–1073, ông được triều đình bổ nhiệm làm doux xứ Bulgaria, cố gắng tái lập quyền kiểm soát của Đông La Mã sau hàng loạt vụ bạo loạn xảy ra tại đây, và sau đó được cất nhắc lên vị trí quan trọng là doux xứ Dyrrhachium.  Vào khoảng năm 1077 Nikephoros, giờ là cựu thống đốc Dyrrhachium, trở nên bất mãn với bản hòa ước mà Mikhael VII đã ký với người Thổ Seljuk, theo đó phần lớn vùng Anatolia đã được bàn giao cho họ, và quyết định rằng Mikhael là một kẻ bất tài và kém cỏi. Sự yếu kém của hoàng đế, sự oán trách của triều thần, và việc phát hiện ra rằng sủng thần của Mikhael là Nikephoritzes ngầm cho người tới ám sát ông, càng khuyến khích tham vọng khởi binh xưng đế của Nikephoros.

## Dấy loạn và kết cuộc
Nikephoros chính thức điều động binh mã gồm các nhóm dân Thracia, Bulgaria, Albania, Makedonia, Sclavonia, Ý, Frank, Uze và Hy Lạp, vào tháng 11 năm 1077 tiến về phía chân thành Constantinopolis.  Không quan tâm đến cư dân của Constantinopolis, ông cho phép quân đội của mình cướp bóc và đốt phá vùng ngoại ô thành phố. Thái độ cư xử đầy man rợ của binh lính dưới quyền ông trái ngược với những tuyên bố trước đó, khiến cho hoàng đế Mikhael VII càng căm hận ông đến tận xương tủy nên đã dốc hết sức lực chống trả lại, buộc Nikephoros phải giải vây và rút quân về vùng Thracia, lấy cớ quân Patzinak đang xâm nhập vào Thracia làm thành cái vỏ bọc cho cuộc triệt thoái này.
Sự yếu kém về mặt chính trị của ông đã cho phép Nikephoros III Botaneiates trở thành hoàng đế, với lời hứa hẹn ban cho Bryennios tước hiệu Caesar nếu ông chịu quy phục tân đế. Bryennios kiên quyết từ chối lời đề nghị này, 
và Botaneiates liền phái vị tướng trẻ tuổi Alexios Komnenos thảo phạt kẻ phản nghịch với đạo quân gồm toàn người Hy Lạp, Frank và kỵ binh Thổ.  Mặc dù sở hữu một đội quân hùng hậu đáng kể, trong trận đánh ở Kalavrye, gần bờ sông Halmyros, Bryennios đã bị quân triều đình đánh bại và bắt làm tù binh. Sau đó ông nhận hình phạt thảm khốc là chọc mù mắt Đến khi nhận thấy Nikephoros không còn là mối đe dọa đến vương quyền nữa, Nikephoros III mới cho phép trả lại tài sản và điền trang cho ông, và còn trao thêm những chức tước trang trọng nhằm bù đắp phần nào những thiệt thòi mà ông phải chịu đựng trong thời gian qua. Bryennios đành ngậm ngùi lui về sống ẩn dật tại quê nhà của ông ở Adrianople. Dù đôi mắt bị mù, ông vẫn đứng ra lãnh đạo việc bảo vệ thành phố chống lại cuộc tấn công của người Cuman vào năm 1094/5, dưới sự chỉ huy của một kẻ đòi ngôi tên là Konstantinos Diogenes, con trai của vị hoàng đế quá cố Romanos IV Diogenes đã qua đời vào năm 1073.

## Gia quyến
Bryennios có ít nhất một đứa con trai. Không rõ đó có phải là tướng lĩnh và sử gia Nikephoros Bryennios Trẻ, người đã cưới con gái của hoàng đế Alexios I Komnenos, Anna Komnene, là con hay cháu của ông hay không.

### Tư liệu chính
- Anna Comnena, The Alexiad

### Tư liệu phụ
- Norwich, John Julius (1993), Byzantium: The Apogee, Penguin, ISBN 0-14-011448-3
- Canduci, Alexander (2010), Triumph & Tragedy: The Rise and Fall of Rome's Immortal Emperors, Pier 9, ISBN 978-1-74196-598-8
- Kazhdan, Alexander, biên tập (1991), Oxford Dictionary of Byzantium, Vol. I, Oxford University Press, tr. 330–331, ISBN 978-0-19-504652-6
- George Finlay, History of the Byzantine and Greek Empires from 1057 – 1453, Volume 2, William Blackwood & Sons, 1854